# برونو جانک
برونو جانک (انگلیسی: Bruno Junk؛ ۲۷ سپتامبر ۱۹۲۹ – ۲۲ سپتامبر ۱۹۹۵ (aged 65)) ورزشکار دو و میدانی اهل اتحاد جماهیر شوروی سوسیالیستی بود.
وی همچنین برندهٔ جوایزی همچون نشان پرچم سرخ کار شده‌است.